# Bykowina
Bykowina (tiếng Đức: Friedrichsdorf) là một quận ở phía đông nam của Ruda ląska, Silesian Voivodeship, miền nam Ba Lan. Nó có diện tích 1,6 km² và vào năm 2006, nơi đây có 18.267 người sinh sống.

## Lịch sử
Khu định cư được phát triển liền kề với một mỏ đá hoạt động ở đây từ ít nhất là từ thế kỷ 16 đến đầu thế kỷ 20. Ngôi làng được nhắc đến lần đầu tiên vào năm 1629 thuộc về gia đình von Donnersmarck. Kể từ khi bắt đầu, nó được gắn chặt với Kochłowice, ban đầu được hình thành trên một ngọn đồi trong biên giới của nó. Ngôi làng bị ảnh hưởng nặng nề bởi sự phát triển công nghiệp trong thế kỷ 19. Năm 1907, tên của đô thị được đổi thành Friedrichsdorf.
Sau Thế chiến I ở Thượng Silesia plebiscite 841 trong số 1.198 cử tri ở Bykowina (Friedrichsdorf) đã bỏ phiếu ủng hộ việc gia nhập Ba Lan, chống lại 353 chọn ở lại Đức. Sau đó, nó trở thành một phần của Silesian Voivodeship, Cộng hòa Ba Lan thứ hai. Sau đó nó bị Đức Quốc xã thôn tính vào đầu Thế chiến II. Sau chiến tranh, nó đã được khôi phục lại Ba Lan.
Bykowina tạo thành một gmina (đô thị) được sáp nhập vào Nowy Bytom vào năm 1951, và là một phần của Nowy Bytom được hợp nhất với Ruda để thành lập Ruda ląska vào ngày 31 tháng 12 năm 1958.

## Hình ảnh

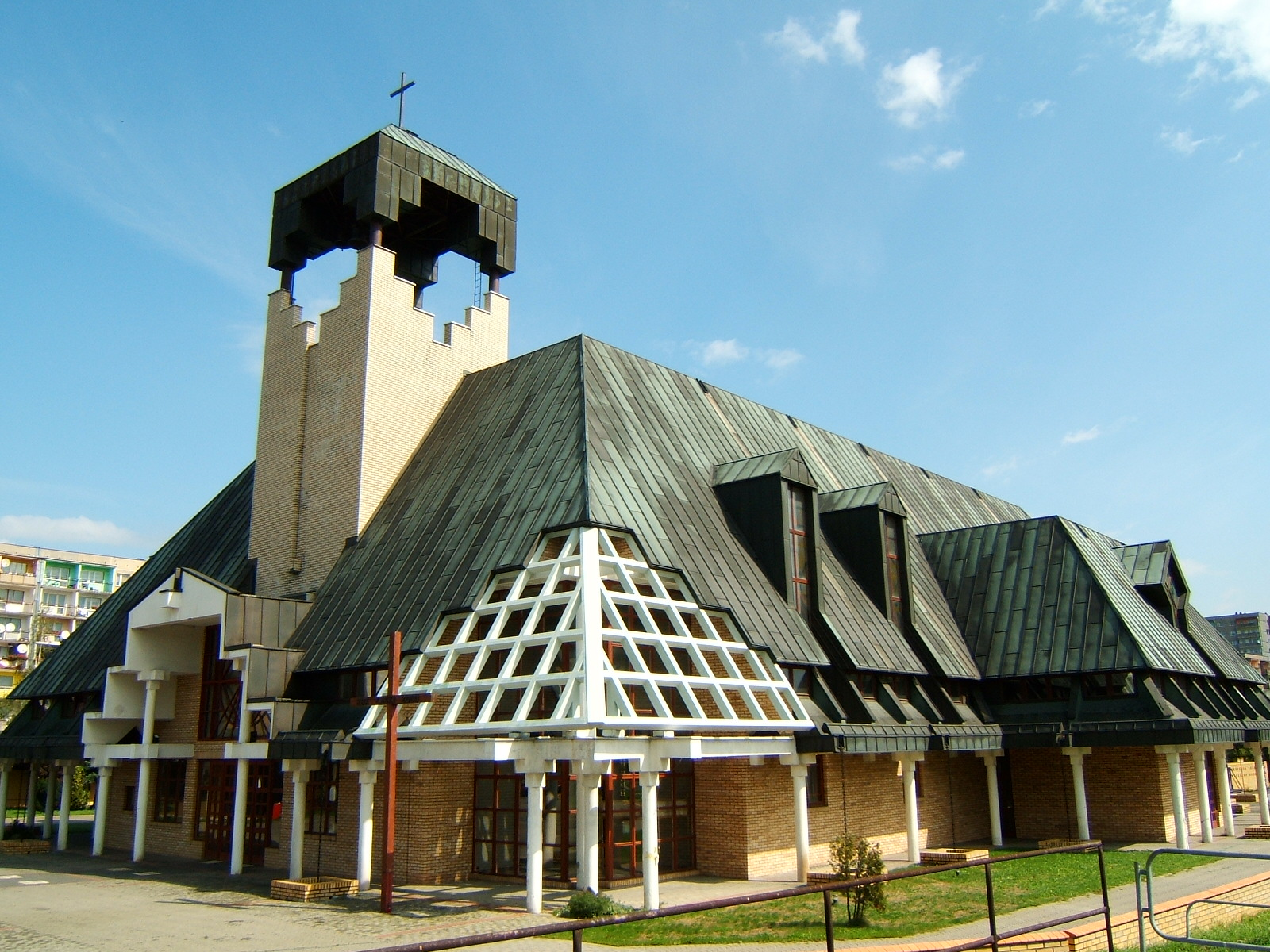
Nhà thờ Saint Barbara
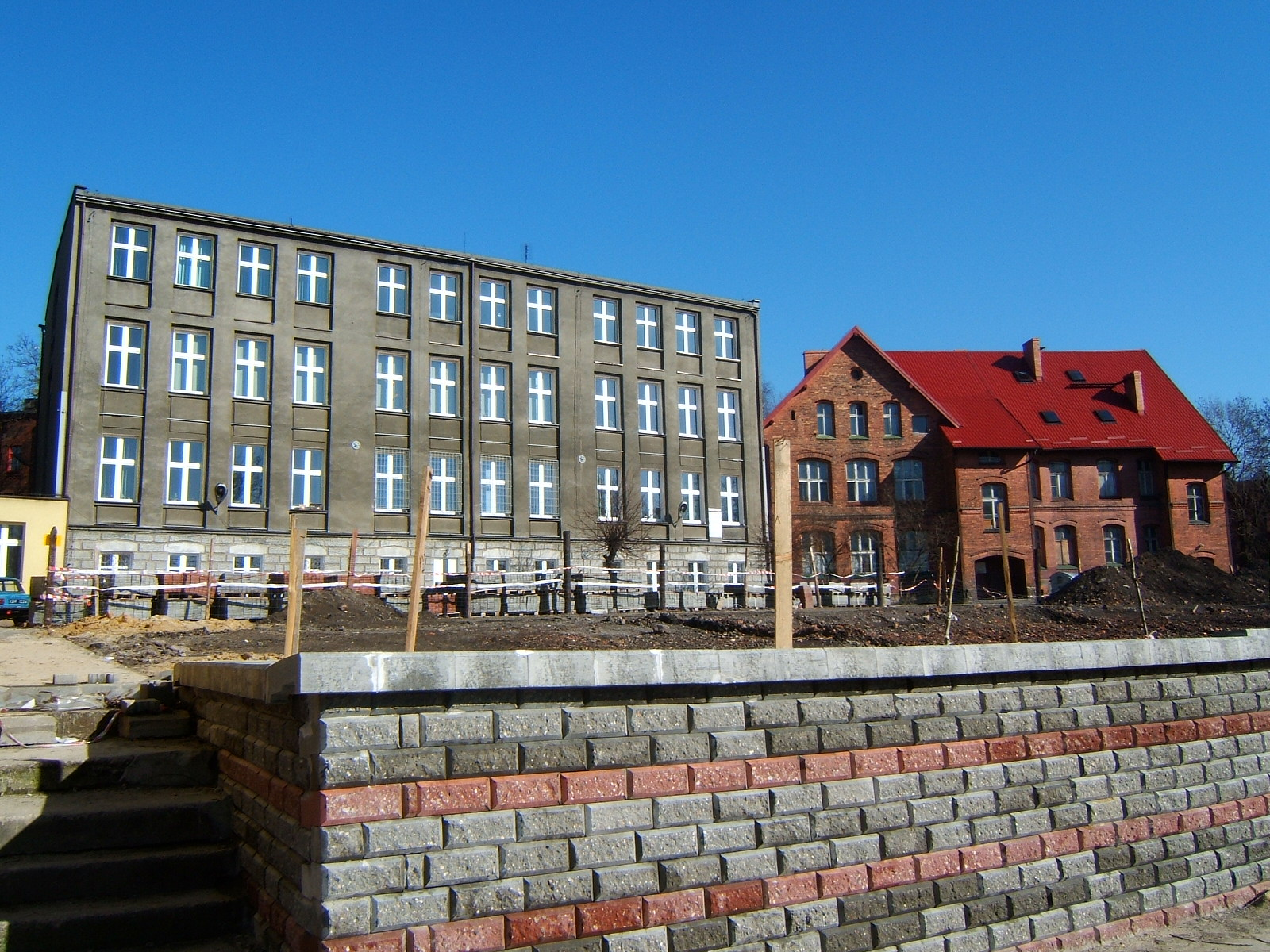
Trường học
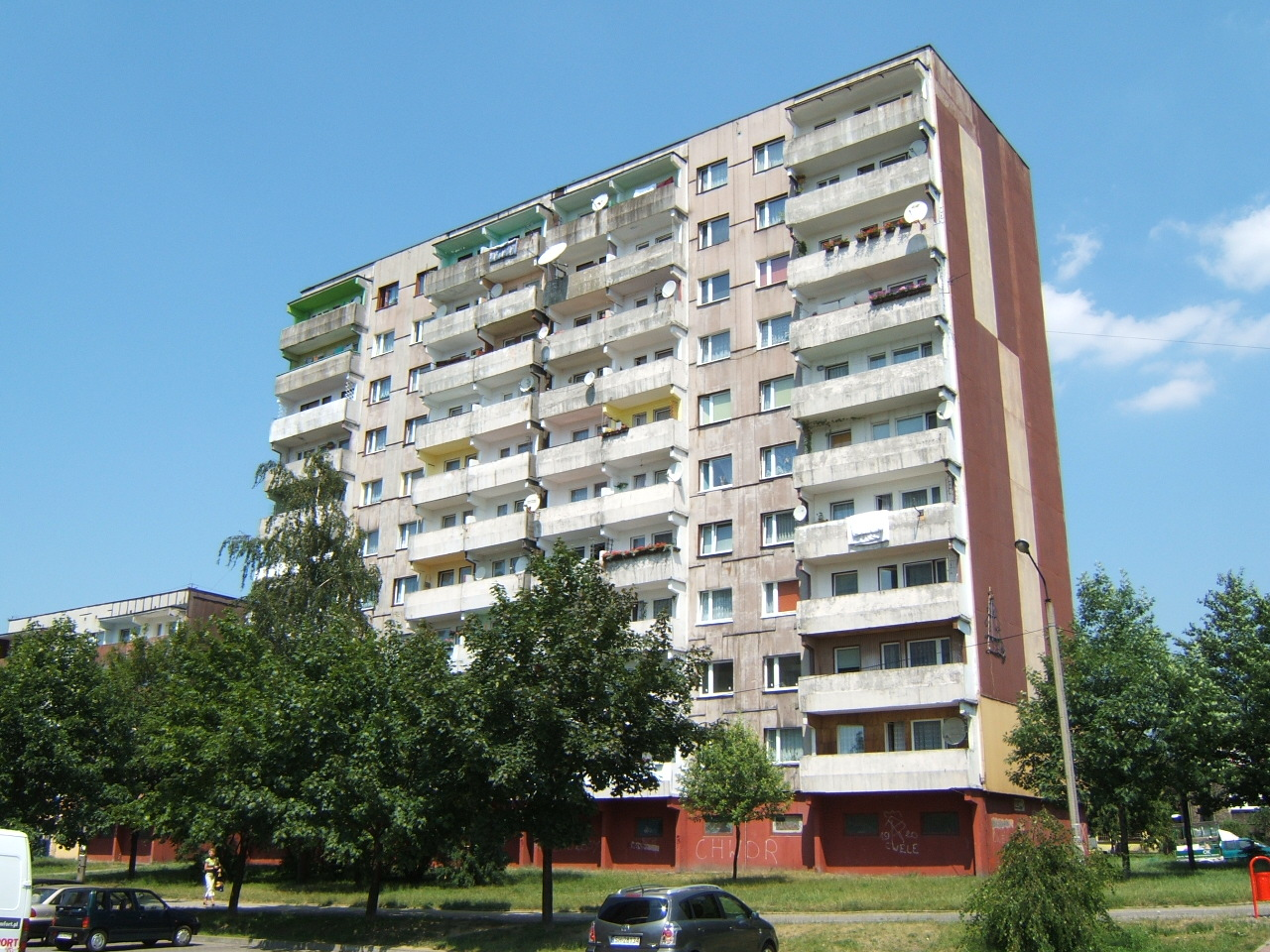
Bất động sản nhà ở Nowa (Mới) Bykowina